# 地恩丙胺
地恩丙胺是一种含氮有机化合物，化学式C21H28N2O，属于开环芬太尼的同系物，能作为類阿片镇痛药，由美国氰胺公司在20世纪60年代发明。